# Lester Rawlins
Lester Rawlins (Sharon, 24 settembre 1924 – New York, 22 marzo 1988) è stato un attore statunitense.
Noto soprattutto come interprete teatrale, Rawlins ha recitato nei classici shakespeariani nell'Off Broadway Macbeth, Romeo e Giulietta, Amleto e Riccardo III, oltre ad opere contemporanee come Nightride, per cui ha vinto il Drama Desk Award e Da, per cui ha vinto il prestigioso Tony Award al miglior attore non protagonista in un'opera teatrale.